# Crax blumenbachii
Crax blumenbachii là một loài chim trong họ Cracidae.
Loài chim này là loài đặc hữu của rừng Đại Tây Dương ở các bang Espírito Santo, Bahia và Minas Gerais ở đông nam Brazil. Số lượng loài này đang giảm sút do nạn săn bắn và phá rừng, và nó có thể đã bị biến mất từ Minas Gerais. Loài hiện đang được giới thiệu lại cho Rio de Janeiro bằng phương tiện của các cá nhân nuôi trong điều kiện nuôi nhốt. Như được đề xuất bởi tên gọi chung của nó, chim trống có mỏ phần lớn màu đỏ, nhưng chim mái thì không có màu đỏ.